# کلمنت موریس
کلمنت موریس (انگلیسی: Clément Maurice; ۲۲ مارس ۱۸۵۳ – ۱۵ ژوئیهٔ ۱۹۳۳) عکاس، کارگردان فیلم، و تهیه‌کننده فیلم اهل فرانسه بود.